# Oplodni reaktor
Oplodni reaktor (ang. breeder reactor) je tip jedrskega rektorja, ki proizvede več cepilnega (fisijskega) materiala kot se ga porabi. Tudi pri oplodnih reaktorjih se proizvaja toplota, ki se lahko preko parne turbine porabi za generiranje električne energije.
Oplodni reaktorji imajo v primerjavi s lahkovodnimi reaktorji precej boljšo ekonomijo nevtronov. Pri oplodnih se del nevtronov porabi za vzdrževanje reakcije, del pa za proizvajanje novega goriva, sorazmerno malo se jih izgubi. Pri lahkovodnih se del nevtronov porabi za vzdrževanje reakcije, precejšen del se jih izgubi v moderatorju, preostali del pa se jih porabi za oplajanje novega goriva, vendar v manjšem obsegu - okrog 40-50%, v primerjavi s 130-140% pri oplodnih.
Zanimanje za oplodne reaktorje je v 1960ih padlo zaradi odkritja novih rezerv urana in zaradi večjih stroškov delovanja oplodnih reaktorjev. 
Oplodni reaktorji lahko proizvajajo jedrsko gorivo iz urana (238U) ali pa torija (232Th). Ta dva materiala v naravni obliki nista cepilna, sta pa potencionalno cepilna. Če 238U sprejme nevtron lahko postane 239Pu, ki je cepilen podobno kot 235U. Če (232Th) sprejme nevtron lahko postane 233U, ki je prav tako cepilen. Sicer v omenjenih dveh reakcijah lahko nastanejo tudi drugi nezaželeni izotopi.
Na ta način se da izrabiti skoraj ves uran, za razliko od današnjih reaktorjev, ki ga porabijo manj kot procent - naravni uran ima samo okrog 0,72% cepilnega 235U. Okrog 0,2% 235U ostane po obogatitvi v osiromašenem uranu (v "repih").
Zaloge torija so 3-4 večje kot urana.

## Tipi oplodnih reaktorjev
- hitri oplodni reaktor
- termični oplodni reaktor